# Deseret-Alphabet

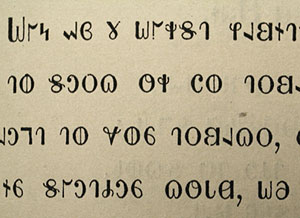
Ein Ausschnitt aus einer Einführung in Deseret aus dem Jahre 1868. Die erste Zeile lautet „One of the worst habit...“

Das Deseret-Alphabet, manchmal auch Mormonen-Alphabet genannt, ist ein phonetisches Alphabet, das in der Mitte des 19. Jahrhunderts an der University of Deseret (später University of Utah) unter der Anleitung von Brigham Young, dem zweiten Präsidenten der Kirche Jesu Christi der Heiligen der Letzten Tage, entwickelt wurde.

## Geschichte
Hauptschöpfer waren der Kirchenführer Parley P. Pratt und Youngs Privatsekretär George D. Watt.
Es handelt sich dabei um eine Buchstabenschrift, deren kursive Buchstaben zum Teil eine entfernte Ähnlichkeit mit der Cherokee-Schrift haben, wenn auch zwischen beiden keinerlei Verbindung besteht. Es gibt über Youngs Sekretär auch Anknüpfungspunkte an die damals übliche Form der Stenographie.

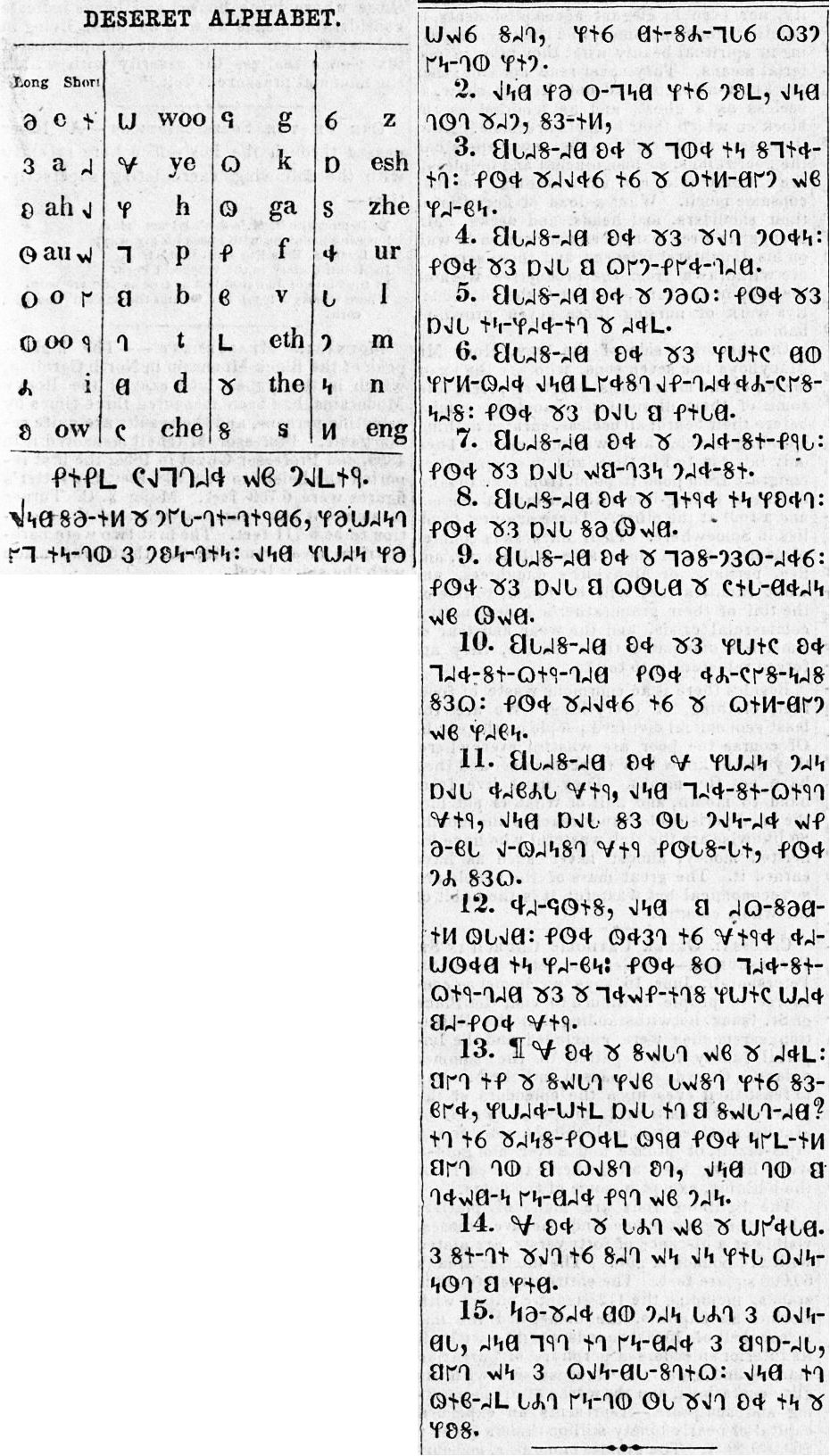
Auszug aus der Bergpredigt (Mt 5,1–15) im Deseret-Alphabet; Veröffentlichung vom 18. Februar 1859 in der Zeitung Deseret News

Das Ziel dieser neuentworfenen Schrift war, das Englische konsistent phonetisch zu schreiben. Dies schien damals insbesondere wichtig, da viele Mitglieder der Kirche Jesu Christi der Heiligen der Letzten Tage nach Utah auswanderten, aber aus verschiedenen Ländern mit einer sehr unterschiedlichen Aussprache des gleichen geschriebenen lateinischen Buchstabens kamen, dabei aber in den wenigsten Fällen bereits Englisch sprachen. Das Deseret-Alphabet sollte helfen, dieses Problem zu beheben. Zugleich sollte es die eigenständige Volksidentität der Mormonen und die Distanzierung zu den übrigen Amerikanern, die sich in den Jahrzehnten der Isolierung auszubilden begann, weiter fördern. Die Einführung sollte dabei sukzessive über einen längeren Zeitraum realisiert werden, auch weil es zunächst an passenden Drucktypen mangelte. Es erschienen zwei Fibeln, ein Auszug aus dem Buch Mormon und in sehr kleiner Auflage in New York gedruckt ein komplettes Buch Mormon in dieser Schrift; auch in der mormonischen Zeitung, den Deseret News, erschienen eine Zeitlang einzelne kurze Artikel in dieser Schrift.
Die Schrift war ein Herzensanliegen Brigham Youngs, für das auch erhebliche Summen Geldes investiert wurden, dem viele andere Kirchenführer der Mormonen aber recht skeptisch gegenüberstanden. Als wenige Jahre nach der Veröffentlichung des Alphabets die Eisenbahn das heutige Utah erreichte und die Isolation aufhob, worauf sich auch viele Nichtmormonen dort ansiedelten, wurde das Projekt wegen Undurchführbarkeit hintangestellt und nach Youngs Tod auch offiziell aufgegeben.

## Alphabet
| Zeichen | Name    | IPA  |     | Zeichen  | Name | IPA |         | Zeichen | Name | IPA      |       | Zeichen | Name | IPA |
| 𐐀 𐐨     | Long I  | /iː/ | 𐐁 𐐩 | Long E   | /eɪ/ | 𐐂 𐐪 | Long A  | /ɑː/    | 𐐃 𐐫  | Long Ah  | /ɔː/  |         |      |     |
| 𐐄 𐐬     | Long O  | /oʊ/ | 𐐅 𐐭 | Long Oo  | /uː/ | 𐐆 𐐮 | Short I | /ɪ/     | 𐐇 𐐯  | Short E  | /ɛ/   |         |      |     |
| 𐐈 𐐰     | Short A | /æ/  | 𐐉 𐐱 | Short Ah | /ɒ/  | 𐐊 𐐲 | Short O | /ʌ/     | 𐐋 𐐳  | Short Oo | /ʊ/   |         |      |     |
| 𐐌 𐐴     | Ay      | /aɪ/ | 𐐍 𐐵 | Ow       | /aʊ/ | 𐐎 𐐶 | Wu      | /w/     | 𐐏 𐐷  | Yee      | /j/   |         |      |     |
| 𐐐 𐐸     | H       | /h/  | 𐐑 𐐹 | Pee      | /p/  | 𐐒 𐐺 | Bee     | /b/     | 𐐓 𐐻  | Tee      | /t/   |         |      |     |
| 𐐔 𐐼     | Dee     | /d/  | 𐐕 𐐽 | Chee     | /tʃ/ | 𐐖 𐐾 | Jee     | /dʒ/    | 𐐗 𐐿  | Kay      | /k/   |         |      |     |
| 𐐘 𐑀     | Gay     | /ɡ/  | 𐐙 𐑁 | Ef       | /f/  | 𐐚 𐑂 | Vee     | /v/     | 𐐛 𐑃  | Eth      | /θ/   |         |      |     |
| 𐐜 𐑄     | Thee    | /ð/  | 𐐝 𐑅 | Es       | /s/  | 𐐞 𐑆 | Zee     | /z/     | 𐐟 𐑇  | Esh      | /ʃ/   |         |      |     |
| 𐐠 𐑈     | Zhee    | /ʒ/  | 𐐡 𐑉 | Er       | /r/  | 𐐢 𐑊 | El      | /l/     | 𐐣 𐑋  | Em       | /m/   |         |      |     |
| 𐐤 𐑌     | En      | /n/  | 𐐥 𐑍 | Eng      | /ŋ/  | 𐐦 𐑎 | Oi      | /ɔɪ/    | 𐐧 𐑏  | Ew       | /juː/ |         |      |     |

Deseret ist zwar ein Alphabet mit Groß- und Kleinschreibung, aber der einzige Unterschied zwischen Minuskeln und Majuskeln ist die Größe. Es gibt keine unterschiedlichen Formen wie zum Beispiel beim lateinischen Alphabet.
Deseret hat kein eigenes Zeichen für das Schwa, stattdessen wird der Buchstabe für denjenigen Vokal verwendet, der in der entsprechenden Silbe erschiene, wenn sie ausnahmsweise betont würde; ist die Silbe stets unbetont, wird "𐐲" (Short O) verwendet. Für einsilbige Worte, die im Klang dem Namen eines der Konsonanten-Buchstaben gleichen, wird dieser Buchstabe allein geschrieben – so wird z. B. für das Wort „tea“ (dt. Tee) nur "𐐻" statt "𐐻𐐨" geschrieben. Aus den beiden Regeln folgt auch, dass der bestimmte Artikel „the“ als einzelnes "𐑄" geschrieben wird.

## Heutige Verwendung des Deseret-Alphabets

Satzbeispiele im Deseret-Alphabet: 1. Where is my room? 2. Where is the beach? 3. Where is the bar? 4. Do not touch me there!

Sprachwissenschaftler und Historiker erhalten durch die ursprünglichen Quellen Belege, wie die englischen Wörter in den 1860er Jahren im US-Bundesstaat Utah ausgesprochen wurden; außerdem wird die Deseret-Schrift hobbymäßig verwendet, was sich auch in einer seit 2014 bestehenden Facebook-Gruppe mit 435 Mitgliedern (Stand: 28. Dezember 2023) und den stark steigenden Neuerscheinungen von Büchern in Deseret-Schrift zeigt.
So wurden seit dem Jahr 2012 über 70 Bücher im Deseret-Alphabet, vorwiegend Klassiker der Weltliteratur, veröffentlicht. Außer dem berühmten Kinderbuch Alice's Adventures in Wonderland (Alice im Wunderland) des britischen Schriftstellers Lewis Carroll gibt es auch Werke von Jane Austen, Daniel Defoe, Charles Dickens, Sir Arthur Conan Doyle, William Shakespeare, Robert Louis Stevenson, Mark Twain, Oscar Wilde und vielen anderen. Auch das Alte Testament und das Neue Testament wurden im Deseret-Alphabet veröffentlicht.

## Literatur

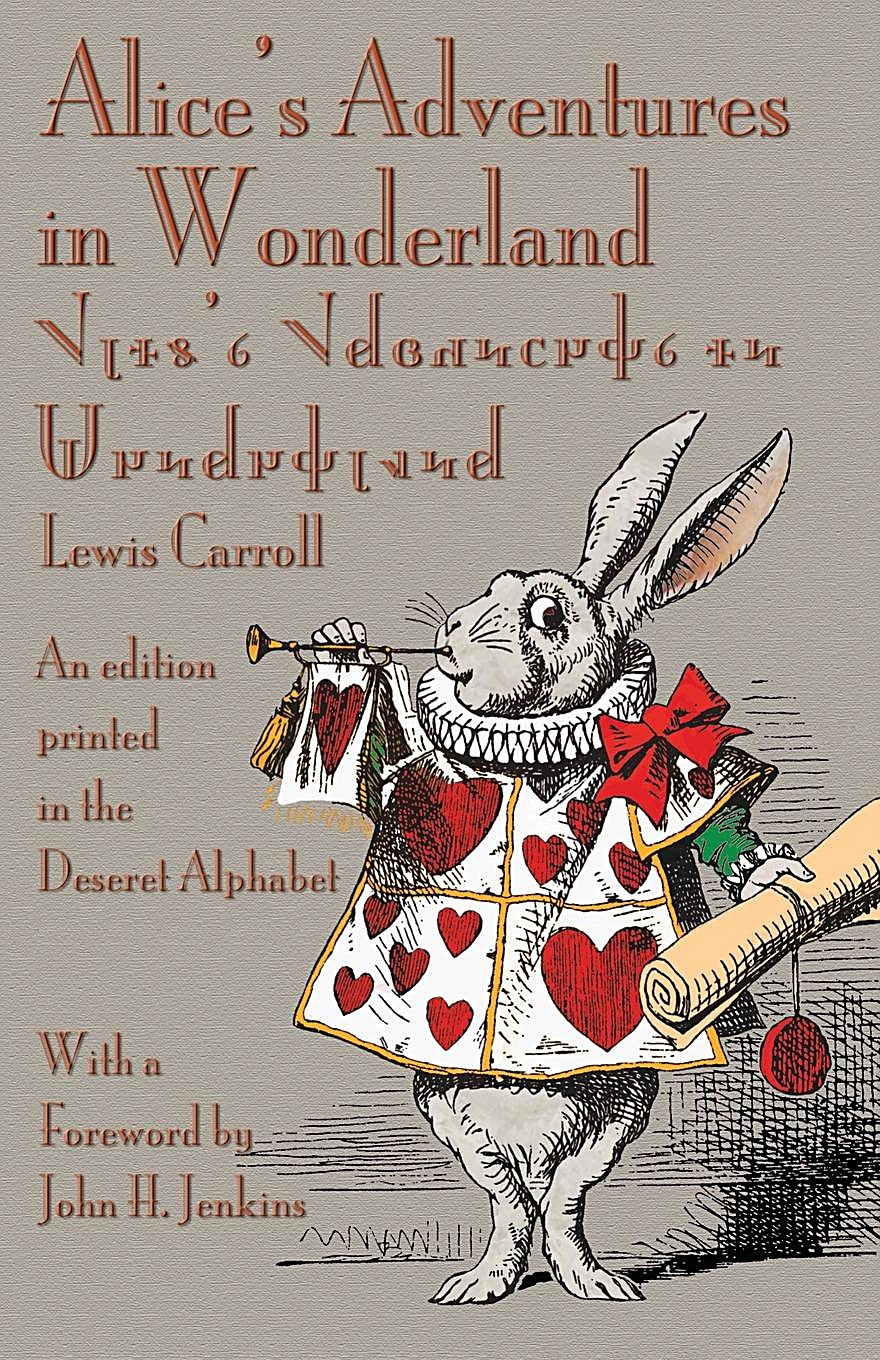
Titel einer im Deseret-Alphabet gesetzten Ausgabe von Lewis Carrolls „Alice's Adventures in Wonderland“